# شاخه‌های آویشنکی سرخرگ سینه‌ای داخلی
شاخه‌های آویشَنَکی سرخرگ سینه‌ای داخلی (انگلیسی: Thymic branches of internal thoracic artery)  سرخرگ‌هایی هستند که به تیموس (آویشنگ) می‌ریزند. 